# Stryper
Stryper ist eine christliche Metal-Band aus Orange County, Kalifornien (USA). Als eine der ersten White-Metal-Bands konnte sie zeitweilig größeren kommerziellen Erfolg (Alben: To Hell With The Devil und In God We Trust) erlangen. Stilistisch gesehen spielte Stryper, als die Band Mitte der 1980er Jahre (1985–1989) auf dem Höhepunkt ihrer Bandkarriere stand, zeitüblichen Glam Metal (beispielsweise Soldiers Under Command).

## Geschichte
1981 gründeten Michael und sein Bruder Robert Sweet zusammen mit Oz Fox die Band Roxx Regime, aus der 1984 Stryper hervorging. Unter dem Logo der Band steht eine Bibelstelle als Ursprung des Bandnamens (Jesaja 53,5 ). Dabei ist Stryper die Abwandlung von stripes (dt. Wunden) der King James-Übersetzung (). Den Namen Stryper deutet Michael Sweet als Salvation Through Redemption Yielding Peace, Encouragement and Righteousness.
Während der Konzerte trugen die Bandmitglieder anfangs eine gelb-schwarz gestreifte „Uniform“, die eines der Markenzeichen der Band war. Dieses Outfit wurde bei den Konzerten nach der „Wiedervereinigung“ der Band nach der Jahrtausendwende nicht mehr getragen. Auch bekannt wurde die Band als „Bibelwerfer“, da sie bei vielen Konzerten Bibeln in die Zuschauerreihen warfen.
Ihre während der 1980er-Jahre veröffentlichten Studioalben erreichten in den USA allesamt Gold-Status, To Hell with the Devil sogar Platin. Die am höchsten in den Charts platzierte Single war die Ballade Honestly dieses Albums.
Ihr Musikstil wurde von Album zu Album immer poppiger. Erst das 1990er Album Against the Law fiel wieder härter aus.
1992 stieg das Gründungsmitglied Michael Sweet aus, um eine Solokarriere zu starten. Der Rest der Band versuchte als Trio weiterzumachen, löste sich allerdings 1993 auf. In den Jahren 2000 und 2001 kamen sie für einige Livekonzerte wieder zusammen. 2003 wurden zwei neue Songs auf einem Best-of-Album veröffentlicht und die Band ging erneut auf US-Tour. Ein Jahr später folgte eine Live-Aufnahme dieser Tour auf CD, im Jahr 2006 schließlich auch auf DVD.
2005 wurde schließlich das endgültige Comeback bekannt gegeben und das Reunion-Album Reborn veröffentlicht, jedoch nicht mehr mit dem ursprünglichen Bassisten Tim Gaines im Line-up. Danach folgte eine weltweite Tournee.
Am 5. Juni 2009 heiratete Oz Fox in Las Vegas das ehemalige Callgirl Annie Lobért, Gründerin des Missionswerks Hookers for Jesus (Huren für Jesus).
Für die 25th-Anniversary-Tour, die im September 2009 startete, spielte Tim Gaines abermals Bass und auch die typischen schwarz-gelb-gestreiften Kostüme wurden vom Original-Designer Ray Brown für diese Konzertreihe neu entworfen.

## Kritik
Die Praktik, auf Konzerten Bibeln in das Publikum zu werfen, sorgte für Kritik an der Band. Teile der Metal-Szene lehnten diese Praktik ab, auch christliche Anhänger übten Kritik an dieser Art der Mission. Teilweise wurden Stryper auf Festivals auch mit Gegenständen beworfen, z. B. beim Dynamo Open Air 1987.
Umstritten ist u. a. das Cover zum Album Soldiers Under Command (1985), das die Band missverständlich als Befürworter des Besitzes von Waffen zeigt und die Kritik zuließ, die Band wäre gewaltverherrlichend.
Auch ihre ablehnenden Aussagen gegenüber Drogen brachten ihnen Kritik ein, ebenso hohe Gagenforderungen des Managements bezüglich der Auftritte bei manchen Rockfestivals.
Michael Sweets positive Haltung zur Homo-Ehe führte zu Kritik von Seiten homophober Fans.

## Diskografie

### Studioalben
| Jahr | Titel Musiklabel                           | Höchstplatzierung, Gesamtwochen, AuszeichnungChartplatzierungen (Jahr, Titel, Musiklabel, Platzierungen, Wochen, Auszeichnungen, Anmerkungen) | Höchstplatzierung, Gesamtwochen, AuszeichnungChartplatzierungen (Jahr, Titel, Musiklabel, Platzierungen, Wochen, Auszeichnungen, Anmerkungen) | Höchstplatzierung, Gesamtwochen, AuszeichnungChartplatzierungen (Jahr, Titel, Musiklabel, Platzierungen, Wochen, Auszeichnungen, Anmerkungen) | Höchstplatzierung, Gesamtwochen, AuszeichnungChartplatzierungen (Jahr, Titel, Musiklabel, Platzierungen, Wochen, Auszeichnungen, Anmerkungen) | Anmerkungen                                                                                     |
| Jahr | Titel Musiklabel                           | DE | CH | US | Christ | Anmerkungen                                                                                     |
| ---- | ------------------------------------------ | --- | --- | --- | --- | ----------------------------------------------------------------------------------------------- |
| 1985 | Soldiers Under Command Enigma Records      | — | — | US84 Gold · (64 Wo.)US | Christ5 (81 Wo.)Christ | Erstveröffentlichung: 16. Mai 1985 Verkäufe: + 500.000                                          |
| 1986 | The Yellow and Black Attack Enigma Records | — | — | US103 (30 Wo.)US | Christ10 (73 Wo.)Christ | Erstveröffentlichung: 10. August 1986 Wiederveröffentlichung der EP The Yellow and Black Attack |
| 1986 | To Hell with the Devil                     | — | — | US32 Platin · (74 Wo.)US | Christ3 (73 Wo.)Christ | Erstveröffentlichung: 24. Oktober 1986 Verkäufe: + 1.050.000                                    |
| 1988 | In God We Trust Enigma Records             | — | CH25 (1 Wo.)CH | US32 Gold · (25 Wo.)US | Christ5 (41 Wo.)Christ | Erstveröffentlichung: 28. Juni 1988 Verkäufe: + 500.000                                         |
| 1990 | Against the Law Hollywood Records          | — | — | US39 (12 Wo.)US | Christ25 (5 Wo.)Christ | Erstveröffentlichung: 21. August 1990                                                           |
| 2005 | Reborn Big3 Records                        | — | — | US111 (1 Wo.)US | Christ4 (6 Wo.)Christ | Erstveröffentlichung: 16. August 2005                                                           |
| 2009 | Murder by Pride Big3 Records               | — | — | US73 (2 Wo.)US | Christ2 (7 Wo.)Christ | Erstveröffentlichung: 21. Juli 2009                                                             |
| 2011 | The Covering Big3 Records                  | — | — | US175 (1 Wo.)US | Christ9 (5 Wo.)Christ | Erstveröffentlichung: 15. Februar 2011 Coveralbum                                               |
| 2013 | Second Coming Icarus Music                 | — | — | US117 (1 Wo.)US | Christ11 (3 Wo.)Christ | Erstveröffentlichung: 26. März 2013                                                             |
| 2013 | No More Hell to Pay Frontiers Music        | — | — | US35 (2 Wo.)US | Christ2 (11 Wo.)Christ | Erstveröffentlichung: 5. November 2013                                                          |
| 2015 | Fallen Frontiers Music                     | — | CH87 (1 Wo.)CH | US44 (1 Wo.)US | Christ2 (7 Wo.)Christ | Erstveröffentlichung: 16. Oktober 2015                                                          |
| 2018 | God Damn Evil Frontiers Music              | — | CH30 (1 Wo.)CH | US77 (1 Wo.)US | Christ2 (4 Wo.)Christ | Erstveröffentlichung: 20. April 2018                                                            |
| 2020 | Even the Devil Believes Frontiers Music    | DE92 (1 Wo.)DE | CH36 (1 Wo.)CH | US92 (1 Wo.)US | Christ1 (3 Wo.)Christ | Erstveröffentlichung: 4. September 2020                                                         |
| 2022 | The Final Battle Frontiers Music           | — | CH24 (1 Wo.)CH | — | Christ3 (1 Wo.)Christ | Erstveröffentlichung: 21. Oktober 2022                                                          |
| 2024 | When We Were Kings Frontiers Music         | — | CH38 (1 Wo.)CH | — | — | Erstveröffentlichung: 13. September 2024                                                        |

### Livealben
| Jahr | Titel Musiklabel                                        | Höchstplatzierung, Gesamtwochen, AuszeichnungChartsChartplatzierungen (Jahr, Titel, Musiklabel, Platzierungen, Wochen, Auszeichnungen, Anmerkungen) | Anmerkungen                              |
| Jahr | Titel Musiklabel                                        | Christ | Anmerkungen                              |
| ---- | ------------------------------------------------------- | --- | ---------------------------------------- |
| 2004 | 7 Weeks: Live in America, 2003 Fifty Three Five Records | Christ31 (1 Wo.)Christ | Erstveröffentlichung: 18. Mai 2004       |
| 2014 | Live at the Whisky Frontiers Music                      | Christ15 (2 Wo.)Christ | Erstveröffentlichung: 23. September 2014 |

Weitere Livealben
- 2006: Extended Versions
- 2007: Greatest Hits: Live in Puerto Rico

### Kompilationen
- 1991: Can’t Stop the Rock
- 2003: 7: The Best of Stryper
- 2007: The Roxx Regime Demos
- 2014: Icon

### EPs
- 1984: The Yellow and Black Attack

### Singles
| Jahr | Titel Album                          | Höchstplatzierung, Gesamtwochen, AuszeichnungChartplatzierungen (Jahr, Titel, Album, Platzierungen, Wochen, Auszeichnungen, Anmerkungen) | Höchstplatzierung, Gesamtwochen, AuszeichnungChartplatzierungen (Jahr, Titel, Album, Platzierungen, Wochen, Auszeichnungen, Anmerkungen) | Anmerkungen                                                         |
| Jahr | Titel Album                          | US | Christ | Anmerkungen                                                         |
| ---- | ------------------------------------ | --- | --- | ------------------------------------------------------------------- |
| 1987 | Honestly To Hell with the Devil      | US23 (19 Wo.)US | — |                                                                     |
| 1988 | Always There for You In God We Trust | US71 (8 Wo.)US | — |                                                                     |
| 1988 | I Believe in You In God We Trust     | US88 (5 Wo.)US | — |                                                                     |
| 2024 | To Hell With The Devil (Rise) –      | — | Christ44 (1 Wo.)Christ | Erstveröffentlichung: 5. April 2024 mit For King & Country & Lecrae |

Weitere Singles
- 1985: Reason for the Season
- 1985: Together as One
- 1985: Reach Out
- 1987: Free / Calling on You
- 1989: Keep the Fire Burning
- 1990: Shining Star

### Videoalben
- 1985: Live in Japan (US: Platin)
- 1987: In the Beginning (US: Gold)
- 2000: Stryper Expo
- 2001: Stryper Expo
- 2006: Stryper, Live in Puerto Rico

## Auszeichnungen für Musikverkäufe
| Goldene Schallplatte - Kanada - 1988: für das Album To Hell with the Devil |

Anmerkung: Auszeichnungen in Ländern aus den Charttabellen bzw. Chartboxen sind in ebendiesen zu finden.
| Land/RegionAuszeichnungen für Musikverkäufe (Land/Region, Auszeichnungen, Verkäufe, Quellen) | Gold     | Platin     | Verkäufe  | Quellen         |
| -------------------------------------------------------------------------------------------- | -------- | ---------- | --------- | --------------- |
| Kanada (MC)                                                                                  | Gold1    | —          | 50.000    | musiccanada.com |
| Vereinigte Staaten (RIAA)                                                                    | 3× Gold3 | 2× Platin2 | 2.150.000 | riaa.com        |
| Insgesamt                                                                                    | 4× Gold4 | 2× Platin2 |           |                 |

## Weitere Projekte der Bandmitglieder
- Robert Sweet – Drums & Production – Bandname: DBeality –Album: Dbeality (2006/2007)
- Oz Fox – Gitarre – Bandname: Bloodgood (seit 2007)

## Belege
1. ↑  Christian Homophobes Furious at Stryper's Michael Sweet for Supporting Gay Marriage. 2. Juli 2015, abgerufen am 3. Dezember 2020 (englisch).
2. 1 2 3  Chartquellen: DE CH US